# Communauté de communes des Coteaux de la Braye
La communauté de communes des Coteaux de la Braye est une ancienne communauté de communes française, située dans le département de Loir-et-Cher.

## Géographie

### Composition
Elle est composée des communes suivantes :
1. Bonneveau
2. Cellé
3. Épuisay
4. Fontaine-les-Coteaux
5. Fortan
6. Savigny-sur-Braye
7. Sougé

## Historique
Au 31 décembre 2013, la Communauté de communes des Coteaux de la Braye est officiellement dissoute et toutes les communes rejoignent, le lendemain 1er janvier 2014 la nouvelle Communauté de communes Vallées Loir et Braye.

## Démographie
La communauté de communes des Coteaux de la Braye comptait 4 747 habitants (population légale INSEE) au 1er janvier 2007. La densité de population est de 29,8 hab./km2.

### Évolution démographique
| 1968  | 1975  | 1982  | 1990  | 1999  | 2007  | - | - | - |
| ----- | ----- | ----- | ----- | ----- | ----- | - | - | - |
| 4 824 | 4 347 | 4 281 | 4 332 | 4 436 | 4 747 | - | - | - |

## Politique communautaire

### Représentation

#### Présidents de la communauté de communes
| Période | Période  | Identité         | Étiquette | Qualité |
| ------- | -------- | ---------------- | --------- | ------- |
|         | en cours | Bernard Bonhomme |           |         |

### Identité visuelle
|  | Logo de la Communauté de Communes |

## Pour approfondir

## Sources
- le splaf
- la base aspic